# Уба (приток Иртыша)
Уба́ (каз. Үбі) — река в Казахстане, правый приток Иртыша.

## География
Протекает по территории Восточно-Казахстанской области. Образуется слиянием рек Белая Уба и Чёрная Уба (Рудный Алтай). Верховья с северо-востока и запада сжаты Тигирецким, Коксуйским и Убинским хребтами. В верхнем течении порожиста, в нижнем — разбивается на рукава. На реке расположен город Шемонаиха. Впадает в Шульбинское водохранилище на Иртыше, образуя дельту.

## Гидрология
Замерзает в ноябре — начале декабря, вскрывается в апреле — начале мая, половодье с апреля до середины июля. Питание смешанное, с преобладанием снегового. Основные притоки — Становая Уба, Сакмариха, Белопорожная Уба, Малоубинка. Длина реки — 278 км, площадь водосборного бассейна — 9850 км².
По данным наблюдений с 1954 по 1987 год среднегодовой расход воды в районе города Шемонаихи (62 км от устья) составляет 177,79 м³/с.
| Средний расход воды (м³/с) реки Уба по месяцам с 1954 по 1987 гг. (замеры производились на гидрологическом посту в районе города Шемонаиха, в 62 км от устья) |